# Vracíme vodu lesu

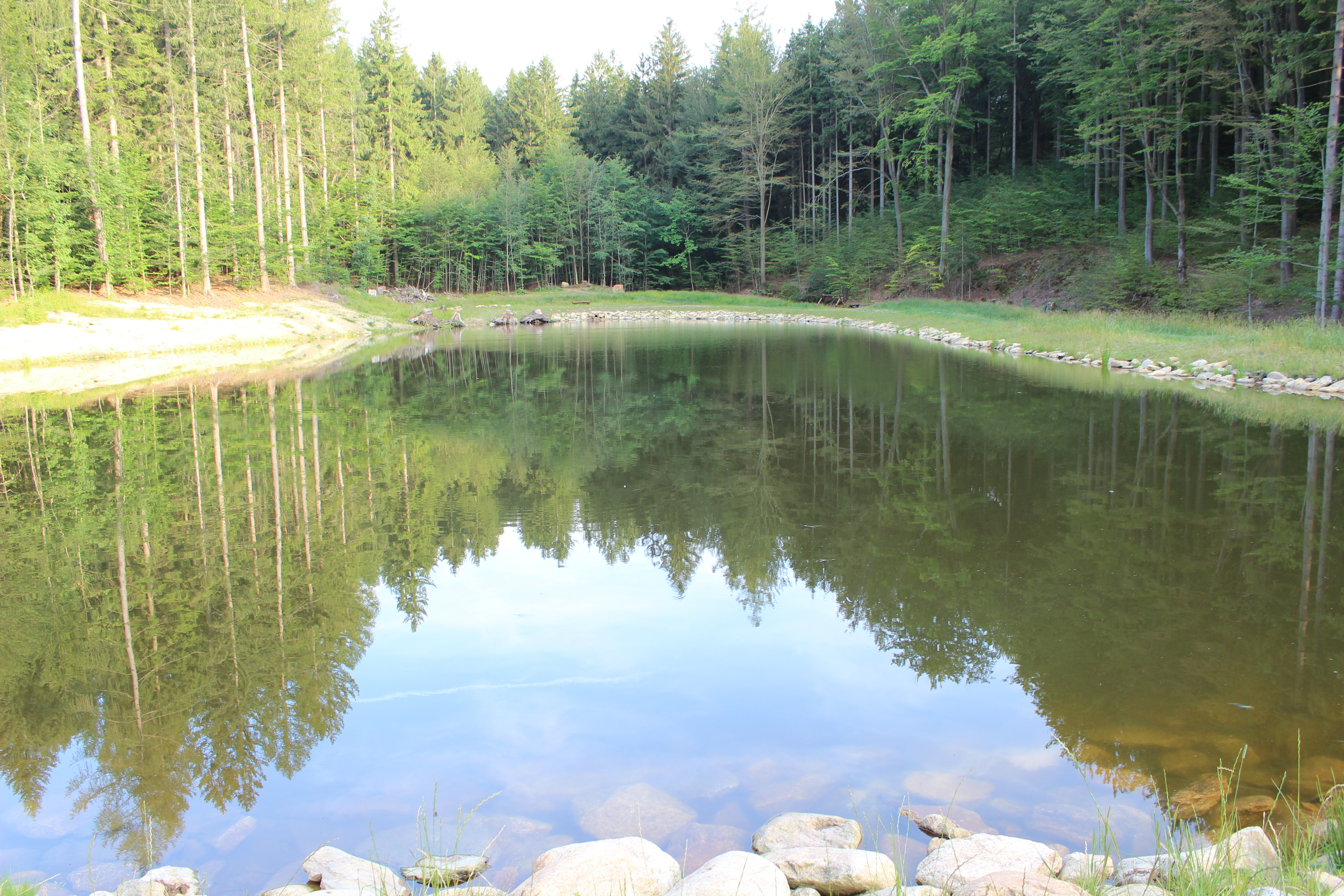
Nádrž Perlík realizovaná z prostředků projektu

Vracíme vodu lesu (někdy rovněž Vracíme vodu do lesů) je projekt zahájený v roce 2019 společností Lesy České republiky. Jeho snahou je navrátit narovnané potoky v lesích do jejich původních koryt a tím zabezpečit zadržování vody v krajině. Vedle úprav trasování vodních toků jsou z programu financovány též realizace či opravy malých vodních nádrží nebo mokřadů. Do úprav plánovala společnost při zahájení projektu vložit finanční obnos ve výši jedné miliardy korun českých.
Prvním vodním tokem, který byl v rámci projektu upravován, se stal Zádolský potok v okrese Svitavy na pomezí Čech a Moravy. Z programu se realizovala také obnova pěti rybníků (Peklina, Dolanský, Horní, Prostřední a Dolní) v Janovické oboře v okrese Chrudim. Ve Frýdlantském výběžku na severu České republiky byl díky prostředkům z projektu u Nového Města pod Smrkem vybudován rybník Perlík na tamním Ztraceném potoce či tůně v lesích okolo vrchů Kukačka a Kamenný vrch u Jindřichovic pod Smrkem.